# Újszentmargita
Újszentmargita község Hajdú-Bihar vármegyében, a Balmazújvárosi járásban.

## Fekvése
Tiszacsegétől északra, a Hortobágyi Nemzeti Park szélén helyezkedik el, a Tisza bal parti oldalán, közvetlenül Hajdú-Bihar és Borsod-Abaúj-Zemplén vármegye határa mellett. Legnyugatibb pontja a folyótól kevesebb, mint 1 kilométerre esik, de belterülete mintegy 8 kilométer távolságra fekszik a Tiszától.
Különálló településrésze Tuka, mely a központjától megközelítőleg 6 kilométerre nyugatra fekszik.
A közvetlenül határos települések: észak felől Folyás, északkelet felől Görbeháza, kelet felől Bagota (Görbeháza különálló településrésze), délkelet felől Balmazújváros, délnyugat felől Tiszacsege, nyugat felől Ároktő, északnyugat felől pedig Tiszakeszi (utóbbi kettő már a túlparton, a Tisza borsodi oldalán található).

### Megközelítése
Közúton csak északi vagy déli szomszédja felől érhető el, a 3315-ös úton. Tukával és azon keresztül egy Ároktőhöz tartozó, egykor nyilván szebb napokat látott, lakott külterületi településrésszel a 33 119-es számú mellékút köti össze.
A hazai vasútvonalak közül a Ohat-Pusztakócs–Nyíregyháza-vasútvonal érintette, mely a belterülete keleti szélén haladt el és két megállási pontja is volt itt; Kismargita megállóhely a központtól nem messze keletre létesült, a Hunyadi utca vasúti keresztezése mellett, illetve Újszentmargita megállóhely a belterület északi szélén is túl; utóbbi közúti elérését a közvetlenül mellette húzódó 3315-ös út biztosította. Miután a MÁV kihasználatlanság miatt megszüntette a vonatközlekedést a térségben, a vonalon a Volánbusz indított helyettesítő buszjáratokat.

## Története
A község elődje Szentmargita (utalás Antiokheiai Szent Margitra) az egykori Koponya (vagy Koponyasi) csárda környékén volt található (ma Bödönhát). IV. Béla király az egri püspökség birtokait megerősítő oklevelében (1261. szept. 9-én) kiemelte azokat, melyeket Szent István adományozott. Ezek közé tartozott Fehér-Szent-Margita, a hozzátartozó halászokkal. A falu először az 1241-42-es tatárjárás idején lett lerombolva. A falu lakosai a helyi nádasokba illetve mocsarak közé menekülve élték túl. A tatárok elvonulása után kicsit arrébb építették fel falujukat Újszentmargita néven. Az eredetileg ott kanyargó Tiszából és egykori tavakból való halászatból éltek. A Tisza szabályozásakor ezek a mocsarak és tavak kiszáradtak. A megmaradt holtág Selypes néven maradt fenn.

## Közélete

### Polgármesterei
| Időszak   | Polgármester      | Párt      |
| --------- | ----------------- | --------- |
| 1990–1994 | Dr. Bartal Kálmán | független |
| 1994–1998 | Dr. Bartal Kálmán | független |
| 1998–2002 | Képes László      | független |
| 2002–2006 | Csetneki Csaba    | független |
| 2006–2010 | Csetneki Csaba    | független |
| 2010–2014 | Csetneki Csaba    | független |
| 2014–2019 | Csetneki Csaba    | független |
| 2019–2024 | Csetneki Csaba    | független |
| 2024–     | Csetneki Csaba    | független |

## Népesség
A település népességének változása:
| Lakosok száma | 1486 | 1503 | 1473 | 1332 | 1314 | 1307 | 1331 |
|               | 2013 | 2014 | 2015 | 2021 | 2022 | 2023 | 2024 |

2001-ben a település lakosságának 96%-a magyar, 4%-a cigány nemzetiségűnek vallotta magát.
A 2011-es népszámlálás során a lakosok 83,7%-a magyarnak, 7,9% cigánynak, 0,3% németnek mondta magát (16,3% nem nyilatkozott; a kettős identitások miatt a végösszeg nagyobb lehet 100%-nál). A vallási megoszlás a következő volt: római katolikus 44,1%, református 7,1%, görögkatolikus 0,8%, felekezeten kívüli 14,2% (30,8% nem válaszolt).
2022-ben a lakosság 88,3%-a vallotta magát magyarnak, 8,2% cigánynak, 0,5% németnek, 0,2% ukránnak, 0,2% szlováknak, 0,1% bolgárnak, 0,1% románnak, 1,1% egyéb, nem hazai nemzetiségűnek (11,5% nem nyilatkozott; a kettős identitások miatt a végösszeg nagyobb lehet 100%-nál). Vallásuk szerint 7% volt református, 24% római katolikus, 3,6% görög katolikus, 1,3% egyéb keresztény, 0,8% egyéb katolikus, 0,1% evangélikus, 24,1% felekezeten kívüli (39,1% nem válaszolt).

## Nevezetességei
- „Tilos” erdő: Őstölgyes
- Bagotai puszta
- Tuka nevezetű törpefalu
- Árpád-házi Szent Margit római katolikus templom, ahol 2013. január 27-én a névadó ereklyéjét is elhelyezték.[15]
- Tv-torony